# Kijevci (Bośnia i Hercegowina)
Kijevci (cyr. Кијевци) – wieś w Bośni i Hercegowinie, w Republice Serbskiej, w gminie Gradiška. W 2013 roku liczyła 212 mieszkańców.